# ミスナイ・シャルディン効果
ミスナイ・シャルディン効果（ミスナイ・シャルディンこうか、Misznay-Schardin effect、プレート効果とも）とは、薄いプレート状の爆薬の片面が比重の重い金属などによって覆われている状態で爆発した場合には、爆発による大部分のガスとその運動エネルギーが覆われていない方向へ向かって放出される現象である。ミズネ・シャルダン効果とも。
名称は第二次世界大戦中にこれを発見したハンガリーの爆発物研究者ミシュナイ・ヨージェフ（Misnay József 、ミスナイはドイツ語式表記）とドイツの弾道学者フーベルト・シャルディン（Hubert Schardin）に由来する。
通常の爆薬の爆発ではエネルギーは全方位へ均等に拡散するが、プレート状の場合はエネルギーの大半はプレートの上下面へ向かって拡散して前後左右面では小さくなる。爆薬が自身よりも密度の高い物質と密着していると衝撃波が反射される性質があるが、爆薬の厚さが極端に薄い場合には反射波がそのまま爆薬の反対側へ通り抜けてしまい、結果としてエネルギーの大半がプレートの片面に向かって放出される。これによって、爆薬のエネルギーの大半が一方方向に向かって放出される現象である。
この現象を利用して第二次世界大戦後のアメリカでクレイモア地雷が開発された。また、この現象と爆薬レンズを組み合わせた兵器として自己鍛造弾が開発された。